# Tonengo
Tonengo är en ort och frazione i kommunen Moransengo-Tonengo i provinsen Asti i regionen Piemonte i Italien. 
Tonengo var en kommun fram till 31 december 2022 när den uppgick i den nya kommen Moransengo-Tonengo tillsammans med Moransengo. Kommunen Tonengo hade 210 invånare (2022) på en yta av 5,60 km².